# Carl Theodor Dreyer
 (juillet 2018).
Pour les articles homonymes, voir Dreyer.
Carl Theodor Dreyer, né le 3 février 1889 à Copenhague et mort le 20 mars 1968 dans la même ville, est un réalisateur danois.
Sa carrière fut aussi longue que ses œuvres furent rares : quatorze films en cinquante ans - rareté qui s'explique autant par la frilosité des producteurs que par le soin méticuleux qu'il apportait à la préparation de chacun de ses films, mûris de longues années avant leur tournage. Il demeure, pour la postérité, le cinéaste des visages féminins et des tourments de l'amour chrétien dans une société désenchantée, comme en témoignent, aux deux extrémités de son œuvre, La Passion de Jeanne d'Arc (1928), achèvement des recherches du cinéma muet, et Gertrud (1964), source d'inspiration pour tout le cinéma moderne.

## Biographie

### Période muette
Dreyer cacha toute sa vie le secret de ses origines : fils naturel d’une gouvernante, Joséphine Nillson, qui l’avait abandonné et était morte deux ans plus tard lors d’un avortement, il fut adopté en 1891 par la famille Dreyer et reçut pour nom et prénoms ceux de son père adoptif. Il ne découvrit la vérité qu’à l’âge de dix-sept ans et détesta sa famille d’adoption qui l’avait entouré de peu d'affection.
Il exerça divers métiers entre 1906 et 1912, dont celui de journaliste, qu'il n'abandonnera pas, signant pour la presse des articles où il vante les mérites de Griffith et des cinéastes suédois (Victor Sjöström, Mauritz Stiller) pour mieux fustiger la médiocrité du cinéma danois. Entré en 1912 à la Nordisk Films Kompagni, il y gravit un à un les échelons : rédacteur d’intertitres, scénariste d’une quarantaine de films, monteur. Il commença sa carrière de réalisateur en 1918 avec Le Président, qui sortit deux ans plus tard. En 1920, il rejoint la Suède pour y tourner un film, La Quatrième Alliance de Dame Marguerite. En 1925, il était déjà l’auteur de huit films. Dreyer, plus tard, n’attachera aucun prix à ses œuvres de jeunesse, si ce n’est à Mikaël (1924), une comédie mettant en scène le milieu artiste berlinois des années 1900, dont le scénario préfigure celui de Gertrud.
C’est pourtant grâce au franc succès public de l’une de ces oeuvres, Le Maître du logis (1925), que Dreyer fut invité à venir travailler en France. Il se vit alors confier par le vice-président de la Société Générale de films, le duc d’Ayen, un manuscrit composé par l’écrivain Joseph Delteil, qu’il remania pour en faire le scénario de La Passion de Jeanne d'Arc (1928). Dreyer s’intéressait à la vie de Jeanne d’Arc depuis la canonisation de celle-ci, en 1924. Son ambition n’était pas de tourner un simple film d’époque, bien qu’il ait étudié de manière approfondie les documents relatifs au procès de réhabilitation : il voulait « interpréter un hymne au triomphe de l’âme sur la vie ». Restait à trouver la comédienne capable d’incarner la martyre : Lillian Gish, Madeleine Renaud furent un temps pressenties. Mais c’est sur Renée Falconetti, une vedette du théâtre de boulevard, que son choix se porta finalement. La rencontre fut déterminante : au cours du premier essai, Dreyer crut voir aux petites rides, aux marques de son visage que cette femme avait dû connaître « bien des épreuves, bien des souffrances ». Ce visage de douleur devint le sujet même du film, la surface sur laquelle Dreyer pouvait faire apparaître la Passion de la Jeanne d’Arc historique, mais aussi le vrai visage de l’humanité souffrante. L’entente entre l’auteur et sa comédienne fut parfaite, en dépit des sacrifices qu’elle dut consentir (la chevelure qu’elle dut raser, l’intimité que son visage devait révéler) tant était haute l’idée que les deux artistes se faisaient de l’œuvre qu’ils voulaient atteindre, tant était forte l’intuition qu’ils n’approcheraient de la beauté la plus intacte qu’au prix de la plus crue des nudités. Les scènes ayant été tournées dans l’ordre chronologique, il est étonnant de voir à quel point le visage de l’actrice se transforme entre le début et la fin du film. La stylisation des cadrages tranchant dans le vif, l’abstraction des décors, réduits à l’essentiel et comme gagnés par la nudité des visages, la puissance affective du montage faisant se succéder plans de la victime et plans de ses bourreaux, tout concourt à faire de ce film unique une œuvre bouleversante. Un spectateur pouvait bien déclarer à sa sortie : « Comme cette femme a dû souffrir ! » sans qu'on sache s'il parlait de Renée Falconetti, de son personnage ou de la vraie Jeanne d’Arc tant le film les avait rendus indiscernables. La présence parmi les principaux acteurs d'un Antonin Artaud particulièrement inspiré ajoute encore à ce chef-d'œuvre.

### DeVampyràJour de colère
L'arrivée du cinéma parlant en 1928 ne fit pas dire à Dreyer que le cinéma allait disparaître, comme beaucoup de réalisateurs du muet le pensaient alors. Il regrettait cependant que les premiers films sonores n'aient été que du théâtre filmé et il eut l'occasion de prouver avec Vampyr (1932) que le son n'ôtait rien au cinéma, mais ajoutait à ses pouvoirs de suggestion. Ce film fantastique lui fut commandité par le baron Nicolas de Gunzburg, qui y interpréta le rôle principal sous le pseudonyme de Julian West. Inspiré de deux nouvelles de Sheridan Le Fanu, il contribua au succès du mythe du vampire, après Nosferatu le vampire de Murnau (1922) et Dracula de Tod Browning (1931). Si, par ses thèmes religieux, Vampyr peut être rapproché de La Passion de Jeanne d'Arc (il est question dans les deux cas de la damnation ou du salut de l'âme), esthétiquement, Dreyer semble avoir pris le contre-pied de son film précédent : autant celui-ci était travaillé par l'idée de réincarner à l'écran le visage de chair de la martyre, autant Vampyr semble hanté par l'immatérialité des images cinématographiques. Dreyer fait ainsi montre d'une virtuosité technique et d'un goût du trucage qu'on ne retrouvera dans aucun de ses autres films : images d'extérieur surexposées et voilées, intérieurs très contrastés, ombres mouvantes, surimpressions, images défilant à l'envers, ce luxe d'effets contribue à créer l'atmosphère angoissante propre au récit fantastique en même temps qu'il invite à une réflexion sur la nature des images et leur complicité avec la mort. Le film restera ainsi célèbre pour cette séquence d'une rare audace où la caméra filme un enterrement en adoptant le point de vue du mort. On voit que Dreyer s'attachait davantage à la poésie du genre et à ses implications spirituelles qu'au genre lui-même et le public fut sans doute déstabilisé par ce film de vampire où le vampire jouait un rôle si secondaire. Son échec commercial éloigna pour longtemps le cinéaste des studios.
Les dix années qui suivirent furent très difficiles pour le cinéaste : il échoue à travailler en Angleterre, se refuse à tourner dans l’Allemagne hitlérienne où une adaptation lui est proposée, un projet de film en Somalie avorte, il sombre dans la dépression, renonce à sa carrière de cinéaste et ne se consacre plus qu’au journalisme.
Ce n’est qu’en 1943, en pleine guerre mondiale, que Dreyer retrouva les plateaux pour tourner Jour de colère, une adaptation de la pièce Ann Pedersdotter de Hans Wiers-Jennsen. Le sujet à certains égards rappelle celui de La Passion de Jeanne d'Arc: il s’agit dans les deux cas d’un film historique (l’action de Jour de Colère se situe au XVIIe siècle) dans lequel une jeune femme est confrontée à l’intolérance et au fanatisme. Le procès en sorcellerie qui ouvre le film est même une reprise évidente de celui de Jeanne. Mais le style et la pensée de l’auteur ont bien changé depuis 1928. Esthétiquement, le cinéaste ne cherche plus ses références du côté d’Eisenstein ou de Griffith, mais tente une fusion du théâtre et de la peinture et compose ses plans comme des tableaux vivants. Il est difficile, à ce titre, de décrire la somptuosité plastique des images de Jour de colère, qui évoquent tour à tour les scènes de genre et les portraits corporatifs de la peinture hollandaise au temps de Rembrandt. Spirituellement, le salut de son héroïne, Anne, ne dépend plus, comme celui de Jeanne, d’un amour exclusif du divin, mais semble suspendu à son accomplissement ici-bas dans l’union spirituelle et sensuelle qu’elle forme un temps avec son beau-fils, Martin. Il suffira d’une promenade en pleine nature pour que les deux amants voient se reconstituer sous leurs pas le Paradis perdu et comprennent qu’il n’est pas d’autre jardin pour l’homme que celui qui fleurit à la rencontre de deux êtres, deux chairs, deux âmes.
Malheureusement, le film ne fut pas mieux accueilli à sa sortie que Vampyr et Dreyer passa plusieurs années après la guerre à se consacrer à la réalisation de courts-métrages.
Parmi ceux-ci, un projet « alimentaire » de 1948 (un film institutionnel de commande pour la sécurité routière danoise) se détache et atteint au rang de chef-d'œuvre, avec un sens du rythme et du montage unanimement reconnu par la profession et les cinéphiles.
Dans  De Naede Faergen (Ils attrapèrent le bac en VF) : Un jeune couple, chevauchant une moto (une Nimbus sport 750, de fabrication danoise), débarque d'un ferry et doit rejoindre le ferry pour Nyborg dans un temps très contraint.
Initialement lent (la placide mise à quai du bac) le rythme s'accélère impitoyablement, la caméra alternant des plans de la route qui défile, du visage inquiet de la passagère, de l'aiguille du compteur, tandis que la bande son, à part quelques dialogues essentiels, se résume à la note toujours plus haute du moteur poussé à fond.

### La ParoleetGertrud
En 1952, le cinéaste reçut de l’État la concession d’un cinéma, le Dagmar Teatret, qu’il administra jusqu’à la fin de sa vie. C’est là qu’eut lieu, le 10 janvier 1955, la première mondiale de son nouveau film, La Parole (Ordet), plus de dix ans après Jour de colère et comme celui-ci adapté du théâtre. Dreyer avait assisté en 1932 à la représentation de la pièce de Kaj Munk et dès 1933, dans un article de presse, « Le vrai cinéma parlant », il évoquait l’idée de la porter à l’écran. La manière qu’avait le dramaturge de poser simplement la question de la foi l’avait immédiatement séduit et le sujet de La Parole rencontrait directement un de ses plus vieux projets, sur lequel il travaillait plus particulièrement depuis 1949 : celui de tourner une vie de Jésus.
La Parole envisage en effet la possibilité d’un nouvel avènement du Christ, en la personne de Johannes, un fils de paysan, qui tout au long du film s’exprime par paraboles énigmatiques. Ses parents, ses voisins, le prennent pour un simple d’esprit ou pour un fou, jusqu’à ce qu’il réalise à la fin le miracle de ramener à la vie sa belle-sœur, morte en couches. C’est, de tous ses films, celui où Dreyer pousse le plus loin la réflexion qui est au cœur de son œuvre depuis La Passion de Jeanne d'Arc, à savoir la possibilité de la sainteté dans un univers dominé par les tièdes, les fanatiques et les sceptiques. Comme Jeanne, Johannes est en butte aux brimades des incrédules, parce qu’il est resté fidèle à la valeur spirituelle du message évangélique, contre son dévoiement temporel, et il faudra le miracle final, triomphe de l’amour sur la mort, pour que soient réconciliés ordre du monde et ordre divin.
Ce dénouement inoubliable quand on l’a vu une fois ne serait pas si bouleversant pour le spectateur, quelles que soient ses croyances, si Dreyer n’avait pas pris le parti de l’inscrire dans la réalité la plus prosaïque : les extérieurs furent tournés dans la paroisse même de Kaj Munk, à Veders, et les meubles que nous voyons dans la ferme du patriarche, Morten Borgen, sont ceux que voulurent bien prêter les habitants des environs. Dans le même esprit, le cinéaste choisit de réduire au tiers le dialogue original de la pièce, supprimant notamment tout ce qui s’écartait du langage le plus clair et le plus simple pour rester attentif aux seuls éléments qui donnaient chair à la vie concrète et sensible de ses personnages. Une bonne part des images du film peut ainsi sembler extraite d’un documentaire sur la vie de riches paysans du Jutland, dans les années 1930. Mais, comme dans Jour de colère, l’abstraction de la mise en scène, imposant aux comédiens une diction lente et douce, saisissant leurs propos dans un demi-jour gris perle propre au recueillement, jouant avec une parfaite maîtrise de l’effet quasi hypnotique produit par de longs plans séquences cernant les personnages en plans rapprochés, déleste peu à peu ce décor de son poids historique pour l’ouvrir sur une profondeur mythique. C’est cette simplicité, cette épure du style, fruit de l’art le plus savant, qui nous fait accepter le miracle final comme une évidence bouleversante, dont l’interprétation ne reste cependant pas prisonnière d’une lecture strictement religieuse.
La Parole connut un certain succès et valut à Dreyer au Festival de Venise un Lion d’Or pour son œuvre. Il n’en fut pas de même avec son dernier film, Gertrud (1964), qui reçut un accueil désastreux. Les critiques furent glaciales, reprochant au film de l’être. Il était difficile de comprendre comment le cinéaste qui avait porté le pathétique à son extrémité dans La Passion de Jeanne d'Arc pouvait présenter un film à ce point vidé de son sang et comme vampirisé par une mise en scène d’un formalisme jugé sans cœur. Le sujet de Gertrud n’est pourtant pas différent de celui de La Passion de Jeanne d'Arc, de Jour de colère ou de La Parole, dont il offre la version sécularisée, et le style de Dreyer n’y est que l’aboutissement esthétique des recherches formelles élaborées à partir de Jour de colère.
Adapté d’une pièce de Hjalmar Söderberg, le film met en scène le beau personnage d’une femme, Gertrud, prise entre trois hommes : un poète, dont elle fut autrefois la maîtresse et qu’elle n’aime plus, un homme politique austère, qu’elle a épousé mais qu’elle n’a jamais aimé, et un jeune musicien, dont elle tombe amoureuse et qui devient son amant. Gertrud ne raconte alors rien d’autre qu'une mise au tombeau, celle de cette femme frémissante et de son idéal amoureux, qu’elle place au-dessus des conventions sociales et de la vie même : quittée par le goujat dont elle est éprise, elle rejette son amant d’autrefois et fuit le domicile conjugal. L’épilogue, ajouté à la pièce par Dreyer lui-même, nous la montre vieillie, retirée du monde, mais ne gardant nulle amertume de ses malheurs : « qu’importe, puisque j’ai aimé », dit-elle à son confident.
Tournant résolument le dos au montage et au gros plan qui avaient fait sa gloire en 1928, Dreyer cerne, en de longs plans séquences aplatis par l’absence de profondeur, le sujet qui est au cœur de toute son œuvre, à savoir la tension entre la Vie et l’Idéal (qu'on l’appelle Dieu, Art ou Amour) : si Gertrud, prise dans les glaces de rituels mondains vidés de leur substance, échoue à s’en échapper et finit seule sa vie, au nom d’un idéal de l’amour qui tout à la fois la fait vivre et l’empêche de vivre, le sort des personnages masculins n’est pas plus enviable, et chacun d’eux paie le prix de la passion qui le dévore : le poète découvre trop tard qu'il a perdu l’amour de sa vie pour pouvoir écrire son œuvre, tandis que le mari perd son épouse pour avoir trop aimé le pouvoir et les honneurs.
Sorti au moment où les cinéastes de la Nouvelle Vague mettaient leur caméra dans la rue, Gertrud parut un film de studio terriblement compassé. Dreyer mourut quatre ans plus tard, sans avoir pu réaliser le projet sur la vie du Christ qui lui tenait à cœur depuis si longtemps et qu’il était sur le point de voir aboutir.

## Filmographie

### Comme réalisateur

#### Films muets
- 1919 : Le Président (Præsidenten)
- 1920 : La Quatrième Alliance de Dame Marguerite (Prästänkan)

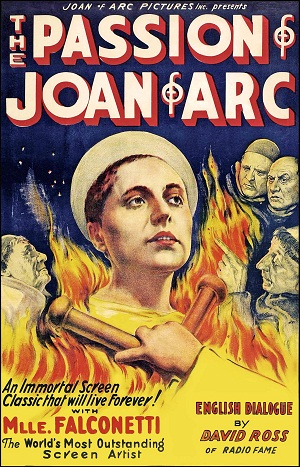
La Passion de Jeanne d'Arc

- 1920 : Pages arrachées au livre de Satan (Blade af Satans Bog)
- 1922 : Aimez-vous les uns les autres (Die Gezeichneten), scénario cosigné avec Aage Madelung
- 1922 : Il était une fois (Der var engang)
- 1924 : Michaël (Mikaël)
- 1925 : Le Maître du logis (Du skal ære din hustru)
- 1926 : Les Fiancés de Glomdal (Glomdalsbruden)
- 1928 : La Passion de Jeanne d'Arc

#### Films sonores
Longs métrages
- 1932 : Vampyr (Vampyr – Der Traum des Allan Grey)
- 1943 : Jour de colère (Vredens Dag, également connu sous le titre Dies Irae)
- 1945 : Deux Êtres (Två människor)
- 1955 : La Parole (Ordet)
- 1964 : Gertrud

Courts métrages
- 1942 : L'Aide aux ménagères (Mødrehjælpen)
- 1946 : L'Eau à la campagne (Vandet på landet)
- 1947 : Le Combat contre le cancer (Kampen mod kræften)
- 1947 : L'Église de campagne (Landsbykirken)
- 1948 : Ils attrapèrent le bac (De nåede færgen)
- 1949 : Thorvaldsen
- 1950 : Le Pont de Storstrøm (Storstrømsbroen)
- 1954 : Un château dans un château (Et Slot i et slot)
- 1956 : Sur la communauté nordique (Noget om Norden)

Les courts-métrages sonores de Dreyer sont des documentaires de commande, principalement réalisés pour des raisons alimentaires.

### Comme scénariste

#### Films muets
- 1912 : Le Saut de la mort (Dødsridtet) de Rasmus Ottesen
- 1912 : Bryggerens datter de Rasmus Ottesen
- 1913 : Ballonekspeditionen de Kai van der Aa Kühle
- 1913 : Krigskorrespondenten de Vilhelm Glückstadt
- 1913 : Hans og Grete de Sophus Wolder
- 1913 : Det gamle chatol de Hjalmar Davidsen (da)
- 1915 : À bas les armes ! (Ned Med Vaabnene) de Holger-Madsen
- 1915 : Juvelernes skræk d'Alexander Christian (da)
- 1915 : Penge de Karl Mantzius (en)
- 1915 : Den hvid djævel de Holger-Madsen
- 1915 : Den skønne Evelyn de A. W. Sandberg
- 1915 : Rovedderkoppen d'Alexander Christian (da)
- 1915 : Lerhjertet de Holger-Madsen
- 1916 : Guldkuglen de Karl Mantzius (en)
- 1916 : Den mystiske Selskabsdame (da) (Legationens gidsel) d'August Blom
- 1916 : Hans rigtige kone de Holger-Madsen
- 1916 : Fange nr. 113 de Holger-Madsen
- 1916 : Lydia de Holger-Madsen
- 1916 : Miskendt d'Alexander Christian (da)
- 1916 : Gillekop (da) d'August Blom
- 1917 : Hotel Paradis de Robert Dinesen
- 1918 : Grevindens Ære (da) d'August Blom

#### Films sonores
- 1936 : L'Esclave blanc (non crédité)
- 1946 : Les Vieux (The Seventh Age)
- 1950 : Shakespeare et Kronborg (Shakespeare og Kronborg)
- 1954 : La Reconstruction de Rönne et de Nexö (Rönnes og Nexös genopbygning), idée originale uniquement

### Comme acteur
- 1912 : Le Saut de la mort (Dødsridtet) de Rasmus Ottesen

## Influences
À quelques années d'intervalle, le cinéaste établit deux listes de ses films d'élection. La première, à la demande de la Cinémathèque belge, date de 1952 :
- 1. Naissance d'une nation (The Birth of a Nation)  de D. W. Griffith, 1915
- 2. Le Trésor d'Arne  de Mauritz Stiller, 1919
- 3. Le Cuirassé Potemkine  de Sergueï Eisenstein, 1925
- 4. La Ruée vers l'or (The Gold Rush)  de Charles Chaplin, 1925
- 5. Sous les toits de Paris de René Clair, 1930
- 6. Le Quai des brumes de Marcel Carné, 1938
- 7. Brève Rencontre (Brief Encounter) de David Lean, 1945
- 8. Henry V de Laurence Olivier, 1944
- 9. La Forêt pétrifiée (The Petrified Forest) d'Archie Mayo, 1936
- 10. Rome, ville ouverte (Roma, citta aperta) de Roberto Rossellini, 1945

La seconde liste, à l'occasion d'un entretien pour une revue de cinéma, date de 1963 : « The titles of the ten films which I myself think that I have learned something from » (« les titres des dix films dont je pense avoir appris quelque chose ») :
- 1. Le Trésor d'Arne de Mauritz Stiller, 1919
- 2. La Voix des ancêtres (Ingmarssönerna) de Victor Sjöström, 1919
- 3. Intolérance (l'épisode contemporain) de D. W. Griffith, 1916
- 4. Crainquebille de Jacques Feyder, 1922
- 5. La Flamme (Die Flamme)  d'Ernst Lubitsch, 1923
- 6. Le Cuirassé Potemkine de Sergueï Eisenstein, 1925
- 7. La Mère (Mat)  de Vsevolod Poudovkine, 1926
- 8. Ivan le Terrible (Ivan Groznyj) de Sergueï Eisenstein, 1945
- 9. Henry V de Laurence Olivier, 1944
- 10. La Porte de l'enfer (Jigokumon)  de Teinosuke Kinugasa de 1953

### Documentaire
- Carl Theodor Dreyer - Mon métier, réalisé par le Danois Torben Skjodt Jensen, sorti en 1995.